# Notre-Dame de Rumengol (bateau)
Notre-Dame de Rumengol (du nom d'un célèbre sanctuaire marial situé dans la commune du Faou dans le Finistère) est une gabare (transport de fret) de 1945, gréée en dundée, de 22 mètres de long.
Notre-Dame de Rumengol fait l’objet d’un classement au titre objet des monuments historiques depuis le 28 octobre 1991.

## Historique

### D'anciens bateaux du même nom
De très nombreux bateaux ont porté ce nom, comme les quelques exemples suivants l'illustrent :
- dans la nuit du 11 au 12 juin 1902, la chaloupe Notre-Dame de Rumengol, du port de Saint-Pierre sombre corps et biens à cinq milles au large de Penmarc'h, pris dans une violente tempête (6 morts)[3];
- le 8 janvier 1903, un dundee de Molène Notre-Dame de Rumengol chargeant du goémon fut drossé à la côte par une brusque saute de vent et secouru par le canot de sauvetage Amiral Roussin. Il n'eut pas d'avaries sérieuses[4] ;
- le 15 janvier 1903, un bateau de pêche Notre-Dame de Rumengol est secouru près de Saint-Pierre par le canot de sauvetage Papa Poydenot au sud de l'île Nonna. Les quatre naufragés furent sauvés d'extrême justesse[5] ;
- le 28 juillet 1921, un bateau de pêche Notre-Dame de Rumengol ratait l'entrée du port d'Audierne et fut sauvé grâce à l'intervention de la brigade des douaniers de ce port[6] ;
- le 27 septembre 1922, une gabare Notre-Dame de Rumengol allant de Douarnenez à Brest est secourue au large du Conquet et remorquée jusqu'au port de Camaret par le torpilleur 321[7] ;
- fin août 1924, une barque de pèlerins, le Notre-Dame de Rumengol qui, du port du Tinduff (en Plougastel-Daoulas), se rendait au pardon de Sainte-Anne-la-Palud, a chaviré en arrivant au débarcadère. Des douze personnes qui l'occupaient, dix purent être sauvées (deux noyés)[8].

### Le bateau actuel
Construite en 1945 au chantier Keraudren de Camaret, elle transporte à ses débuts du bois, du vin entre l’Algérie et Port-Vendres, des oignons en Angleterre, du sel de Noirmoutier et se spécialise par la suite dans la « pêche au sable ».
L’équipage du Notre-Dame de Rumengol puisait le sable au fond de l’eau à l’aide d’une benne appelée crapaud, le déposait dans l’immense cale de la gabare et le déchargeait sur les quais de Châteaulin, Landerneau ou Brest. Il chargeait également du maërl, cette algue calcaire si importante pour l’amendement des terres acides de Bretagne.
La gabare est rachetée en 1981 par l’association An Test qui gère aussi l'ancien sloop coquillier le Bergère de Domrémy. Elle navigue d’abord en plaisance puis est utilisée commercialement pour faire découvrir la voile traditionnelle et la rade de Brest. 
Notre-Dame de Rumengol est classée monument historique en 1991 et subit une importante rénovation en 1996 au Chantier du Guip.
Elle a participé à temps fête Douarnenez 2018.
Une fresque en briques Lego de 250 210 pièces a été construite à Brest en février 2024, pour financer la nouvelle restauration du bateau. Longue de plus de 21 mètres, soit la longueur de la gabare, et haute de 1,94 mètre, elle retraçait l'histoire du Notre-Dame de Rumengol, de 1945 à 2024. Plus de 8 000 personnes ont participé à la construction de cette fresque. L'association An Test, organisatrice de l’événement, espère faire homologuer cette construction comme le record du monde de la plus grande fresque en briques Lego.

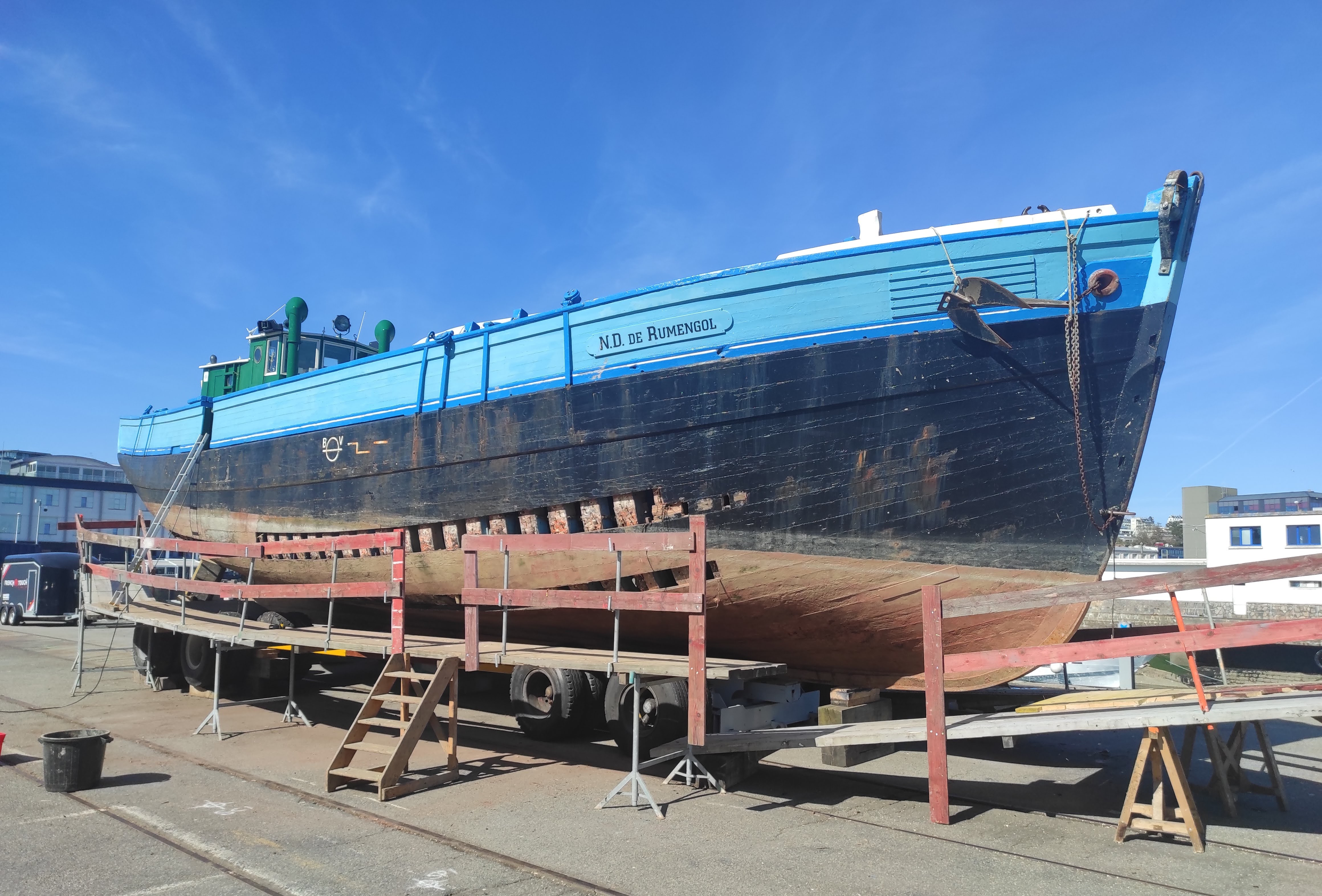
Notre-Dame de Rumengol en réparation au chantier du Guip à Brest (avril 2024).

Les travaux prévus au chantier du Guip à Brest, en vue de la saison d'été et des fêtes maritimes de Brest 2024, comportent le démâtage, la révision du safran et de bordées endommagées.

## Caractéristiques
Équipé d'une cuisine, de toilettes et d'une douche, le bateau peut, avec ses 11 couchettes, accueillir 11 personnes en croisière de plusieurs jours et jusqu'à 27 personnes à la journée. Il est basé à Brest. Il accueille, en saison estivale, des passagers à la journée ou en croisière.